# قاسم نقی‌زاده
سید قاسم نقی‌زاده موسوی (زاده ۱۳۴۹ در بابل) قاضی و رئیس شعبه دوم دادگاه کیفری ۲ شهرستان گنبدکاووس است. او به دلیل ابتکارش در دادن حکم خرید کتاب، به جای تحمل حبس (زندان) برای برخی از مجرمان جرایم سبک، شهرت یافت.
با توجه به اینکه مجازات‌های جایگزین به جای حبس در دستور کار دادگستری قرار گرفته‌است، نقی‌زاده تلاش می‌کند مجازات‌های جایگزین را برای جرایمی که فاقد شاکی خصوصی هستند به ویژه بزهکاران نوجوان، افراد فاقد سابقه کیفری، جرایم سبک یا غیرعمدی یا با میزان خسارات وارده بسیار کم به شاکی، اعمال کند. به گفته او «در دادگاه کیفری ۲ شهرستان گنبد در هر نامه اعزام متهم به زندان اعلام شده که به وی ابلاغ کنند تا روز جلسه دادگاه ۵ جلد کتاب مطالعه و خلاصهٔ آن را به همراه یک برگه حدیث ارسال نماید.» «کتاب‌ها به نحوی انتخاب شده که برای همه زندانیان صرف نظر از میزان سواد و آگاهی و با هر میزان معلومات و برای هر سنی قابل استفاده باشد، کتاب‌هایی به زبان خیلی ساده تا کتاب‌های تخصصی که بار علمی بالایی در بر دارند از جمله این کتاب‌ها می‌باشد.» «حتی کتاب‌های قصه کودکان خردسال برای استفاده مادران آنان در زندان تهیه شده است.» این کتاب‌ها مهر «وقف نامه» می‌خورند.
قاسم نقی‌زاده در دفاع از مجازات‌های جایگزین حبس معتقد است «زندان اثرات مادی و روانی جبران ناپذیری بر مجرم و خانواده او می‌گذارد که با مجازات جایگزین حبس می‌توان آن را کاهش داد. فراهم کردن امکان پذیرفته شدن محکومین در جامعه و پیشگیری از رفتار ضد اجتماعی آنان، به حداقل رسیدن حس انتقام در فرد محکوم و کاستن از هزینه نگهداری زندانی شامل پوشاک، خوراک و حفاظت مهمترین مزایای مجازات‌های جایگزین حبس است.»
از دیگر اقدامات او می‌توان به نصب پوسترها و نقاشی‌های چشم‌انداز طبیعت بر دیوارهای زندان و نصب بنرهایی با مضامین دینی و اجتماعی اماکن مذهبی بر دیوارهای زندان، کلانتری‌ها و پاسگاه‌ها اشاره کرد.